# 凯旋路垂直电梯

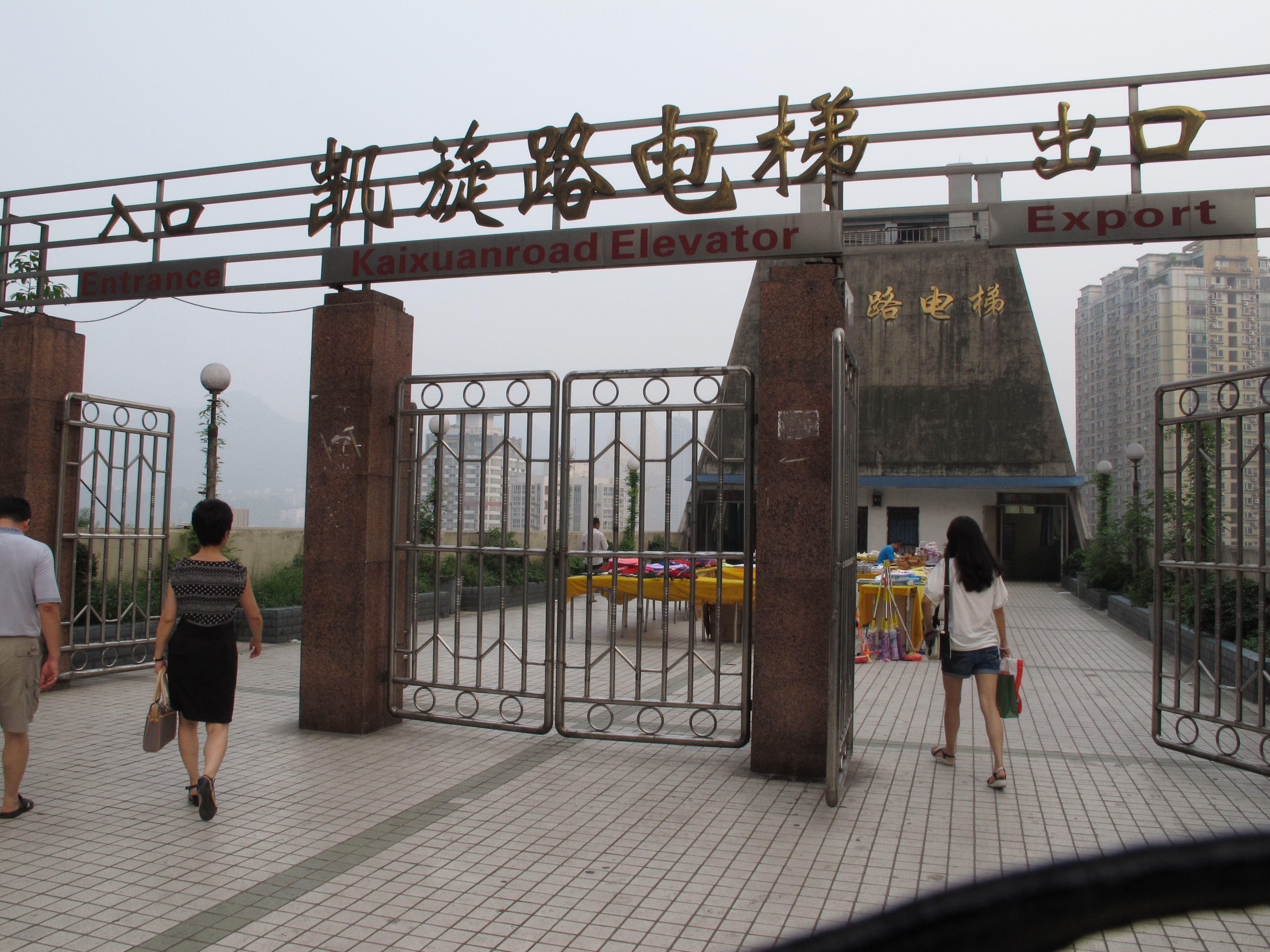
电梯上部出入口，摄于2014年

凯旋路垂直电梯，又称凯旋路客运电梯、凯旋路（大）电梯，是重庆市作为城市公共交通之一的一部垂直电梯，也是中国第一部城市客运电梯，连接渝中区母城“下半城”凯旋路和“上半城”新华路，提升高度32.5米，于1986年3月30日投入运行，现由重庆市客运索道有限公司管理，为重庆市第二批历史建筑之一。

## 历史
最初凯旋路隧道旁有一石梯道“云梯街”连接“下半城”和“上半城”，是城市上下主要通道之一，石梯共186级，长约100米，高差约35米，上下不便，重庆市政府为解决上下困难问题，决定将室内电梯用于公共客运，修建凯旋路垂直电梯。
电梯由重庆市建筑勘察设计院设计后于1985年1月动工，建筑由十八冶建设公司第二工程公司建设，电梯由上海电梯厂生产，价格40万元人民币，由重庆市第二工业设备安装公司安装，1985年底电梯主体工程完工，次年3月30日竣工运行，总造价178万元人民币，转做固定资产149万元人民币。电梯一度为重庆市的标志性建筑物、“摩登”的代名词，曾被印在杂志封面和重庆造的火柴盒上，中国前副总理谷牧对电梯曾表示称赞。
2005年，为迎接亚太市长峰会，凯旋路垂直电梯进行了外墙装修，更换了地砖，因修建时未预留残疾人通道，同时增设之，并且计划更换新电梯。
2008年6月至7月，老电梯更换为德国蒂森电梯，耗资百万余元人民币，新电梯较老电梯更加节能，且不再需要操作员。
2012年起，重庆市渝中区政府计划用五年时间改造“下半城”，建立重庆母城历史文化风貌区，2014年因电梯附近有施工，有传闻称凯旋路垂直电梯将顺应改造被拆除，后被证实为乌龙。
2017年，电梯建筑配合白象街共同创建A级旅游景区而再次改造，包括电梯大楼外立面改造、室内装饰装修、运营通道和出入口大厅改造等，改造后并入白象街景点，增设宣传白象街文化的显示屏、大象雕塑、浮雕文化墙等，亦在电梯上端出口修建一座与白象街相连的天桥。
2018年，凯旋路垂直电梯被公布为重庆市第二批历史建筑之一，现时是重庆一“网红”打卡地之一。

## 概况

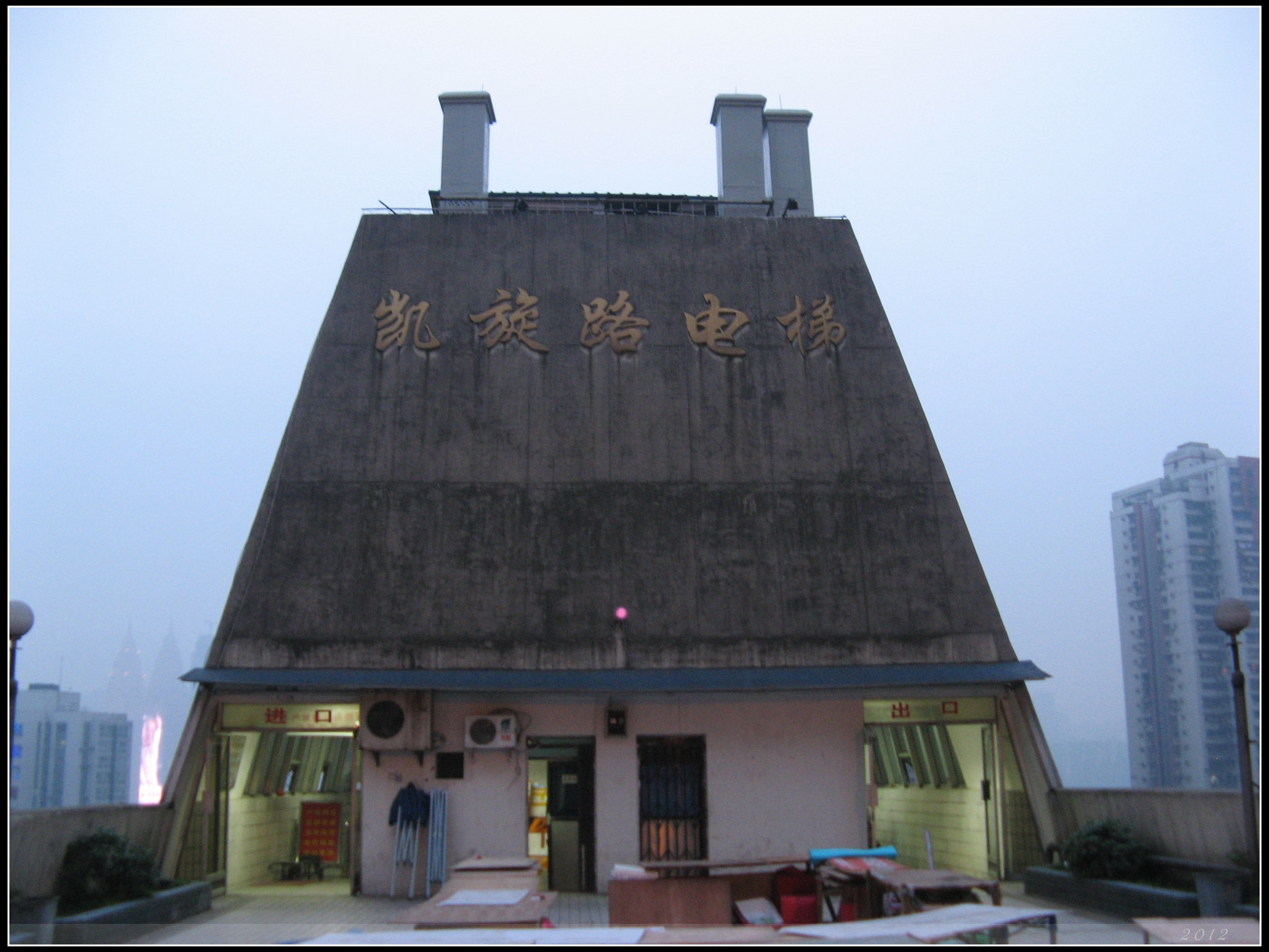
电梯楼上部，摄于2014年

凯旋路垂直电梯提升高度32.5米，有2个轿厢：老电梯是20世纪70年代的产品，由上海电梯厂生产，每个轿厢额定载人21人，采用“可控硅”控制，运行速度2.5米每秒；新电梯为德国蒂森电梯，采用直流搬运集选控制，运行参数不变。电梯楼处于一个坡形三角地带，建筑面积3126平方米，高13层，屋顶连接新华路的人行天桥长48米，宽10米，楼内除电梯另集成了居民住宅、办公用房，电梯在楼外侧，其余在楼内侧，楼内居民另有电梯出入口。

## 运营

### 票价
凯旋路垂直电梯开通最初试运行票价由重庆市物价局批准，为上行0.1元人民币每人次，下行0.05元人民币每人次。1993年4月以发布《关于调整凯旋路电梯票价的通知》，电梯票价调整为上行0.3元人民币每人次，下行0.2元人民币每人次.。1997年由《关于调整嘉陵江、长江索道票价的通知》，电梯上下行票价均调至0.5元人民币每人次。2010年11月2日，重庆市物价局发文件称因电梯不再是重庆市民必要之交通工具，自2003年起不再纳入《重庆市定价目录》进行管理，票价实行市场调节价，由运营企业重庆市索道公司自主定价，当月22日因成本问题，索道公司调整电梯票价至1元人民币每人次，使用宜居畅通卡0.9元人民币每人次；70岁以上老年人、离休干部、革命伤残军人、学生等保持0.5元每人次人民币不变。

### 客流量
电梯开通前曾使用“数豆子”的方法统计通过凯旋门（电梯旁云梯街楼梯顶端的石拱桥跨，形似门洞，被称为“凯旋门”）的人数，测算一日约有2万余人次通过；开通后初期电梯日均客流量约1.2至1.4万人次，最高峰为1999年中国国庆节，当日客流达到2.08万人次；后因下半城的拆迁、交通工具多样化等原因，截至2016年，电梯日均客流量0.7至0.8万人次。凯旋路电梯高峰时期每天运载量达到1.4万人次，30年累计运载量超过1亿人次，成为连接上下半城主要的交通工具
| 年份       | 运行天数 | 总客流量（万人） |
| ---------- | -------- | ---------------- |
| 1989至1995 | 2382     | 3340.7           |
| 1996至2000 | 1811     | 1634.85          |
| 2001至2005 | 1815     | 1197.68          |